# Pentosano polisulfato
El pentosano polisulfato sódico (denominado de forma abreviada como pentosano polisulfato) es un medicamento de acción trombolítica que previene la formación de trombos y favorece la regresión de aquellos de pequeño tamaño que ya han sido formados. Entre sus efectos está el de mejorar la irrigación sanguínea de los miembros, especialmente en los capilares. Técnicamente se define como un pentosil sulfatado polisacárido con propiedades similares a la heparina. Se emplea en el tratamiento de la cistitis intersticial.

## Indicaciones terapéuticas
La aplicación en forma de pomada produce un alivio local sintomático de los trastornos venosos superficiales tales como es la pesadez y tirantez en piernas que sufren de varices; así como hematomas superficiales producidos por golpes. Posee una biodisponibilidad muy pobre cuando es administrado por vía oral.